# Johann Hubert Klinkenberg
Johann Hubert Klinkenberg (* 10. Dezember 1894 in Eschweiler; † 24. Juli 1942 im KZ Flossenbürg) war ein deutscher römisch-katholischer Märtyrer.

## Leben
Johann Hubert Klinkenberg wuchs als Sohn eines Eisenbahnschaffners im Raum Aachen auf. Er erlernte das Schlosserhandwerk und leistete ab 1914 Kriegsdienst. 1915 geriet er in russische Gefangenschaft und floh 1918 aus Sibirien. 1928 erwarb er an der Staatlichen Maschinenbauschule Köln das Zeugnis als Ingenieur.
Als Katholik der Pfarrei St. Mariä Heimsuchung in Schaufenberg (Alsdorf) stand Klinkenberg in harscher Opposition zu den Nationalsozialisten. Ab 1937 schrieb er an offizielle Stellen kritische Briefe, in denen es etwa heißt, der Führer sei ein „landfremder Abenteurer, der noch nie in seinem Leben ehrliche Arbeit geleistet“ habe, Reichsminister Joseph Goebbels sei ein „moralisch verkommener Nachrichtenfabrikant und Lügenheld“ und in denen er formulierte: „Weil ich mein Vaterland über alles liebe, muss ich Euch hassen, ihr Henker Deutschlands.“
Am 28. März 1939 wurde er verhaftet und im Februar 1940 zu Gefängnis verurteilt. Er kam über das Gefängnis Aachen und das Gefängnis Klingelpütz in Köln am 14. Juli 1941 nach Berlin-Plötzensee. Nach Verbüßung der Gefängnisstrafe kam er am 26. Mai 1942 in das KZ Flossenbürg (Häftlingsnummer 1.928, Block 14) und starb dort am 24. Juli 1942 im Alter von 47 Jahren.

## Gedenken
Die Römisch-katholische Kirche in Deutschland hat Johann Hubert Klinkenberg als Märtyrer aus der Zeit des Nationalsozialismus in das deutsche Martyrologium des 20. Jahrhunderts aufgenommen.  